# Le smanie per la villeggiatura
Le smanie per la villeggiatura è un'opera teatrale in tre atti in prosa di Carlo Goldoni: scritta nel 1761 e rappresentata per la prima volta nel Teatro San Luca di Venezia durante l'autunno di quell'anno, costituisce la prima parte della cosiddetta Trilogia della villeggiatura. La commedia non incontrò il favore del pubblico e fu replicata soltanto altre due volte

## Trama
Livorno. Tra ansie, gelosie, ripicche e arrabbiature, i preparativi per le vacanze a Montenero di alcuni borghesi che desiderano apparire agiati. Al centro della vicenda, la gelosia di Leonardo per la fidanzata Giacinta, corteggiata anche dal giovane Guglielmo.

## Poetica
Se per Giuseppe Ortolani lo scopo dell'autore è quello di mettere in ridicolo bonariamente la consuetudine del villeggiare, la critica di Goldoni pare più che altro rivolta verso quei borghesi del tempo preoccupati, più che della sostanza, delle frivolezze e dell'opinione pubblica. 
Scrisse il commediografo veneziano nella prefazione per l'edizione a stampa: I personaggi principali di queste tre rappresentazioni, che sono sempre gli stessi, sono di quell'ordine di persone che ho voluto prendere precisamente di mira; cioè di un rango civile, non nobile e non ricco; poiché i nobili e ricchi sono autorizzati dal grado e dalla fortuna a fare qualche cosa di più degli altri. L'ambizione de' piccioli vuol figurare coi grandi, e questo è il ridicolo ch'io ho cercato di porre in veduta, per correggerlo, se fia possibile.